# Steinkirchen (Bassa Sassonia)
Steinkirchen è un comune di 1.613 abitanti della Bassa Sassonia, in Germania.
Appartiene al circondario (Landkreis) di Stade (targa STD) ed è parte della comunità amministrativa (Samtgemeinde) di Lühe.
La chiesa dei Santi Nicola e Martino conserva un pregevole organo monumentale.